# Regine (pomme)
Regine est un cultivar de pommier domestique. Cette variété résistante est disponible dans de nombreuses jardineries et pépinières en Europe.

## Description
Usage : pomme à couteau, de table, à dessert.

Calibre : gros.

Épiderme : rouge vif sur fond vert-jaune.

Saveur : aigre-douce, aromatique.

## Origine
Institut de Dresde-Pillnitz, Allemagne.

## Parenté
Kurzcox (Cox's Orange) croisée avec BX44,14 (porteur du gène Vf).

Descendants :
- Recolor

## Pollinisation
Variété diploïde.

Pollinisateurs : Retina, Rewena

## Susceptibilité aux maladies et animaux
- Tavelure : résistant.
- Feu bactérien : résistant.
- Acariens : résistant.
- Mildiou : moyennement résistant.

## Culture
Récolte : fin novembre.

Conservation : jusqu'en juin.

Cultivar peu vigoureux.

Variété parfaite pour l'agriculture intensive, les jardins familiaux et les méthodes de culture écologiques.

La résistance du cultivar aux maladies permet de réduire les traitements chimiques. Il est donc évident que cette variété est particulièrement respectueuse de l'environnement.